# Gabiniani
Los gabiniani (o gabinianos) eran 2000 legionarios romanos y 500 jinetes estacionados en Egipto por el general romano Aulo Gabinio después de que había reinstalado al faraón Ptolomeo XII Auletes en el trono egipcio en 55 a. C. Los soldados se quedaron para proteger al rey, pero pronto adoptaron los modales de su nuevo país y se alejaron por completo de la República romana. Tras la muerte de Auletes en 51 a. C., ayudaron a su hijo Ptolomeo XIII en su lucha por el poder contra su hermana Cleopatra e incluso involucraron a Julio César, el partidario de Cleopatra, durante la Guerra Civil de César hasta el sitio de Alejandría (48-47 a. C.) en violentas batallas.

## Poder protector de Ptolomeo XII en Egipto
En 58 a. C., el faraón Ptolomeo XII «Auletes» tuvo que abandonar Egipto y se fue al exilio político a Roma debido a una revuelta popular, y su hija Berenice IV tomó el trono. Tres años más tarde, Aulo Gabinio, el procónsul romano de la Siria romana, devolvió al rey al trono después de una corta campaña. Luego dejó una parte de su ejército en Egipto para la protección del rey, y los llamó gabiniani. Estas tropas romanas también incluían jinetes galos y germanos.
Debido a que Egipto era nominalmente independiente, los gabiniani no eran un ejército de ocupación romano, sino mercenarios de Ptolomeo XII. Según Julio César, pronto adoptaron la forma de vida disipada de los alejandrinos, mientras descuidaban la disciplina romana. Sin embargo, todavía poseían una gran fuerza de combate porque César los describió como enemigos muy peligrosos en la guerra de Alejandría. Se casaron con mujeres egipcias y ya habían tenido hijos con ellas antes de la llegada de César a Egipto (48 a. C.). Con el tiempo, perdieron su conexión con Roma y se convirtieron en un poder protector leal de Ptolomeo XII, quien los usó en luchas contra súbditos rebeldes.

## Conflicto con Cleopatra VII
Tras la muerte de Ptolomeo XII (51 a. C.), se suponía que sus dos hijos mayores supervivientes, Ptolomeo XIII y Cleopatra VII, ocuparían el trono juntos como marido y mujer, pero la joven reina pronto derrocó a su hermano y marido y gobernó sola. Rápidamente entró en un serio conflicto con los gabiniani. En el 53 a. C. los poderosos partos habían infligido una devastadora derrota a los romanos en la batalla de Carras, y tres años después, a principios del año 50 a. C., el gobernador de Siria, Marco Calpurnio Bíbulo, envió a dos de sus hijos a Egipto para reclutar a los gabiniani para la guerra contra los partos. Los gabiniani, sin embargo, no querían renunciar a su cómoda vida en el imperio ptolemaico para luchar contra los partos, por lo que mataron a los hijos de Bíbulo.
Cleopatra continuó la política prorromana de su padre. Inmediatamente hizo arrestar a los asesinos y entregarlos encadenados a Bíbulo. Esta acción convirtió a los gabiniani en enemigos acérrimos de la reina, ya que Cleopatra quería mantener buenas relaciones con Roma. El historiador romano, Valerio Máximo, afirmó que el procónsul sirio envió a los asesinos de regreso a Egipto porque el senado en Roma, no él, era responsable del castigo de los criminales, que todavía eran ciudadanos romanos. El historiador alemán Christoph Schäfer no creyó en esta versión y señaló que el procónsul probablemente castigó a los asesinos en su lugar, ya que él tenía la autoridad legal y si hubiera creído que los asesinos solo podían ser juzgados por el Senado no los habría devuelto a Egipto, sino a Roma. Schäfer cree que la ruptura de Cleopatra con los gabiniani fue la causa principal de su posterior pérdida de poder porque sus acciones llevaron a los mercenarios a unirse a los que apoyaban a Ptolomeo XIII y sus tres influyentes guardianes y consejeros, Potino, Aquilas y Teodoto de Quíos.
En la primavera del 49 a. C., Cneo Pompeyo, el hijo mayor del triunviro, Pompeyo, llegó a Egipto para pedir ayuda militar en la guerra civil contra Julio César que acababa de estallar. En ese momento, Ptolomeo XIII había recuperado el mismo poder que Cleopatra, y ambos gobernantes cumplieron con la petición. Entre otras cosas, enviaron 500 jinetes gabiniani a Pompeyo. Esta vez, los gabiniani no se negaron a ir a la guerra.
A finales del 49 a. C. Cleopatra fue expulsada de Alejandría por instigación de Potino. Probablemente en conexión con esta acción, César acusó a los gabiniani de estar tan acostumbrados a las viejas costumbres de los soldados alejandrinos que exigieron la ejecución de los amigos de los reyes, trataron de aumentar su sueldo asediando el palacio, y depusieron reyes y llevaron a otros hombres al poder.
Después de la decisiva derrota de Pompeyo en la batalla de Farsalia, huyó a la costa de Egipto y exigió ayuda y apoyo del gobierno ptolemaico. Los consejeros de Ptolomeo XIII no estaban dispuestos a involucrarse en la guerra civil romana y decidieron asesinar a Pompeyo en un intento de complacer al victorioso César. Potino y sus compañeros supuestamente también temían que Pompeyo intentara incitar a los antiguos soldados romanos del ejército ptolemaico, que habían luchado anteriormente bajo su mando, para que pudiera hacerse con el control de Egipto. Se considera poco probable que los gabiniani pudieran haber sido convencidos de participar en una acción de este tipo dada su estrecha conexión con la monarquía y la comunidad egipcias. De hecho, dos miembros destacados de los gabiniani, el ex tribuno Lucio Septimio y el centurión Salvio, participaron en el asesinato de Pompeyo (25 de julio de 48 a. C. según el calendario juliano).

## Guerra contra César
César llegó a Egipto pocos días después del asesinato de Pompeyo. A pesar de la eliminación de su enemigo, no abandonó el país y apoyó a la expulsada Cleopatra en la lucha ptolemaica por el poder. Potino organizó una oposición militar contra César. En la guerra de Alejandría que siguió, los gabiniani jugaron un papel importante: eran las divisiones centrales del ejército de Aquilas que comprendía 20.000 soldados de infantería y 2.000 soldados de caballería. Las fuerzas de César eran una quinta parte del tamaño de su oponente. César relata en su Commentarii de Bello Civili que criminales fugitivos y exiliados de las provincias romanas vecinas se habían unido a los gabiniani porque el gobierno los reclutó para engrosar las filas de su ejército.
Después de la exitosa conclusión de la guerra de Alejandría, César reemplazó a los gabiniani con tres legiones confiables, la XXVII, XXVIII y XXIX. Estos sirvieron como el ejército de ocupación romano de Egipto y tenían la tarea de proteger a Cleopatra, pero también de garantizar la lealtad de la reina a Roma.